# Glen Cook
Glen Charles Cook (ur. 9 lipca 1944 w Nowym Jorku) – amerykański pisarz fantasy i science fiction.
Wychował się w północnej Kalifornii. Zaczął pisać w siódmej klasie. Marzył, by zostać pilotem Phantoma F-4, ale ostatecznie trafił do oddziałów specjalnych US Marine Corps (3rd Marine Recon Battalion). Wojskową karierę podjął syn Glena, natomiast autor przez kilkadziesiąt lat pracował w różnych fabrykach koncernu General Motors. Uczęszczał na Uniwersytet Missouri i warsztaty dla pisarzy Clarion. Pierwszy utwór opublikował w 1970.
Doświadczenia ze służby w armii przenosi na karty swoich książek (opowieść o najemnikach z Czarnej Kompanii była jedną z najpopularniejszych lektur wśród amerykańskich żołnierzy podczas Wojny w Zatoce).
Sam mówi o sobie: W przeciwieństwie do większości pisarzy, nie wykonywałem żadnego dziwnego zawodu jak np. skubanie kurczaków. Moim jedynym pracodawcą jest od lat General Motors. Ze względu na zmianę położenia zakładu, Glen ograniczył pisanie od 1988 roku. Następnie przeszedł na emeryturę i całkowicie poświęcił się pisaniu.
Jako swoje hobby, Cook wymienia zbieranie znaczków, książek oraz historię wojny. Glen Cook jest częstym gościem konwentów.
Najbardziej znany z cyklu dark fantasy o przygodach bractwa najemników – Czarnej Kompanii. Popularność przyniosła mu również seria detektywistyczno-sensacyjna w klimatach fantasy o detektywie Garretcie.

### Czarna Kompania
- Czarna Kompania (The Black Company, 1984)
- Cień w ukryciu (Shadows Linger, 1984)
- Biała róża (The White Rose, 1985)
- Srebrny grot (The Silver Spike, 1989)
- Gry cienia (Shadow Games, 1989)
- Sny o stali (Dreams of Steel, 1990)
- Ponure lata (Bleak Seasons, 1996)
- A imię jej ciemność (She Is the Darkness, 1997)
- Woda śpi (Water Sleeps, 1999)
- Żołnierze żyją (Soldiers Live, 2000)
- Port Cieni (Port of Shadows, 2018)
- A Pitiless Rain (w przygotowaniu)

### Detektyw Garrett
- Słodki srebrny blues (Sweet Silver Blues, 1987)
- Gorzkie złote serca (Bitter Gold Hearts, 1988)
- Zimne miedziane łzy (Cold Copper Tears, 1989)
- Stare cynowe smutki (Old Tin Sorrows, 1989)
- Ponure mosiężne cienie (Dread Brass Shadows, 1990)
- Czerwone żelazne noce (Red Iron Nights, 1991)
- Śmiertelne rtęciowe kłamstwa (Deadly Quicksilver Lies, 1994)
- Petty Pewter Gods (1995)
- Faded Steel Heat (1999)
- Angry Lead Skies (2002)
- Whispering Nickel Idols (2005)
- Cruel Zinc Melodies  (2008)
- Gilded Latten Bones  (2010)
- Wicked Bronze Ambition (2013)

### Imperium Grozy
- Okrutny wiatr (Cruel Wind, 2012; wyd. zbiorcze)
  - Zapada cień wszystkich nocy (A Shadow of All Night Falling, 1979)
  - Październikowe dziecko (October's Baby, 1980)
  - Zgromadziła się ciemność wszelaka (All Darkness Met, 1980)
- Forteca w cieniu (A Fortress In Shadow, 2013; wyd. zbiorcze)
  - Ogień w jego dłoniach (The Fire in His Hands, 1984)
  - Nie będzie litości (With Mercy Toward None, 1985)
- Imperium Nieznające porażki (An Empire Unacquainted with Defeat, 2013; zbiór opowiadań)
- Wrath of Kings: A Chronicle of the Dread Empire (2018; wyd. zbiorcze)
  - Dojrzewa wschodni wiatr (Reap the East Wind, 1987)
  - Nadciąga zły los (An Ill Fate Marshalling, 1988)
  - Droga zimnego serca (A Path to Coldness of Heart, 2015)

### Starfishers
- Shadowline (1982)
- Starfishers (1982)
- Star's End (1982)
- Passage at Arms (1985)

### Dark War
- Doomstalker (1985)
- Warlock (1985)
- Ceremony (1986)

### Delegatury nocy (Instrumentalities of the Night)
- Tyrania nocy (The Tyranny of the Night, 2005; w Polsce - 2007)
- Pan milczącego królestwa (Lord of the Silent Kingdom, 2007, w Polsce - 2008)
- W okowach mroku (Surrender to the Will of the Night, 2010, w Polsce - 2014)
- Working the Gods’ Mischief (2014)